# Museum Veere
Museum Veere is een historisch museum met beeldende kunst, streekdracht en interieur verbonden met de historie van de stad Veere in Zeeland, Nederland.
Het museum is gevestigd in twee laat-gotische koopmanshuizen op de Kaai aan de voormalige vissershaven in Veere (”Het Lammeken” en de “De Struijs”) en het Veerse Stadhuis op de Markt. Het bevat onder meer een Schotse Zolder, exposities van streekdrachten en wisselende exposities van en over de internationale Veerse kunstenaarskolonie (1870-1970) en/of aan Zeeland en Walcheren gerelateerde beeldende kunstenaars uit heden en verleden, zoals de Veerse Joffers.
In de trouwzaal van het stadhuis staat één van de blikvangers van het museum: de vergulde beker van Maximiliaan. Hij werd rond 1546 in opdracht van keizer Karel V in Vlaanderen gemaakt. Het was een geschenk voor Maximiliaan van Egmond, graaf van Buren. Maximiliaan van Bourgondië, heer van Veere, schonk de beker in 1551 aan de stad. 

## Geschiedenis
De panden van het museum herinneren aan de eeuwenlange handelsbetrekkingen tussen Veere en Schotland. Veere werd stapelplaats van Schotse wol dankzij de Schotse Koning Jacobus I, wiens dochter trouwde met Wolfert van Borssele, heer van Veere. Dit feit staat centraal in de collecties van het museum.
De huizen “Het Lammeken” en “De Struijs” aan de Kaai zijn oorspronkelijk als elkaars spiegelbeeld gebouwd. “Het Lammeken” is ternauwernood van de sloop gered. Jhr. mr. Victor de Stuers kocht het gebouw in 1881 voor 800 gulden en schonk het in 1907 aan de Staat der Nederlanden. Voorwaarde was, dat het huis in de oorspronkelijke staat gehandhaafd zou worden.
De rijke Engelse verzamelaar Albert Ochs (1857-1921) kocht in 1896 “De Struijs” voor 1200 gulden. Veel is er verbouwd aan het interieur en exterieur van “De Struijs”. Zijn dochter Alma Francis Oakes (1889-1987) verzamelde meubelen, porselein en Zeeuwse streekdrachtonderdelen. Zij schonk het huis en de verzamelingen in 1947 aan de Staat der Nederlanden onder de voorwaarde dat het als museum geëxploiteerd zou worden. In 1950 werden “Het Lammeken” en “De Struys” als museum ingericht, waarbij de door Alma Oakes bijeengebrachte verzamelingen de basis vormden, en voor het publiek opengesteld. Samen met het historische stadhuis aan de Markt vormen De Schotse Huizen thans het Museum Veere.
Zowel het pand “Het Lammeken” als “De Struijs” behoorden tot 15 januari 2016 tot de portefeuille van de Rijksgebouwendienst en zijn op die datum overgedragen aan de stichting Monumentenbezit.
In 1963 stond "Het Lammeken" model voor het 22e Delfts blauwe huisje van KLM.

## Collecties
In de beeldenzaal van “Het Lammeken” staan de beelden van de heren en vrouwen van Veere opgesteld. Deze beelden sierden tot in de dertiger jaren van de vorige eeuw de gevel van het Veerse stadhuis en werden in 1517-18 vervaardigd in het atelier van de Mechelse beeldhouwer Michel Ywijnsz. Verder toont het museum de handelsbetrekkingen tussen Schotland en Veere, in relatie tot de maritieme geschiedenis van de stad. Er is aandacht voor streekdrachten van Walcheren. Aan de orde komt ook Veere als beroemde kunstenaarskolonie en de stimulerende rol van Ochs en Oakes, die goede relaties onderhielden met veel (inter)nationale kunstenaars die kortere of langere tijd in de stad verbleven en werkten.